# セットバック (土地利用)
セットバック（英: setback）とは、建築基準法に基づいて道路、川またはその他の水路、岸または氾濫原、もしくはその他の防護が必要と見なされる場所から、建物またはその他の構造物を後退させる距離である。

## 概説
自治体によっては、フェンス、造成地、浄化槽、および各種の潜在的危険物または有害物からのセットバックを義務付けている場合もある。一般にセットバックは、自治体の条例や都市計画で定められている。国、州、連邦が建設・管理する道路からのセットバックが、国、州、連邦の法律で規定されている場合もある。
住宅に関しては、互いに接触して建てられないように、敷地境界からのセットバックが定められているのが一般的である。電気・ガス・上下水道等の供給事業者が建物やメーターにアクセスしやすくすることも、セットバックを確保する目的になる。敷地境界線ではなく、道路通行権を基準にセットバックを定める自治体もある。1916年に米国でゾーニングによる土地利用規制が始まる前に設立された米国の自治体のように、セットバックの規定を持たない都市も多い。近年、ゾーニングによる土地利用規制や、前庭の芝生用のセットバックなどを定めた土地開発規制などは、都市におけるスプロール現象、自動車依存、低密集化などを進行させると批判する都市計画家もいる。この立場の専門家としては、ジェイン・ジェイコブズ（Jane Jacobs）が最も有名である。

## 相続税財産評価
相続税・贈与税の申告書に添付する「土地及び土地の上に存する権利の評価明細書」には、「セットバックを必要とする宅地の評価額」の計算欄が設けられている。相続税・贈与税の対象となる土地の課税価格の計算において、建築基準法に基づくセットバックをする必要のある宅地は、そのセットバックをする必要がある部分について、70%相当額を控除した価額をもってその宅地を評価する。宅地として利用する際にはセットバックが必要となる市街地農地等についても、この考え方を準用する。